# Santa Margarita (Baleares)

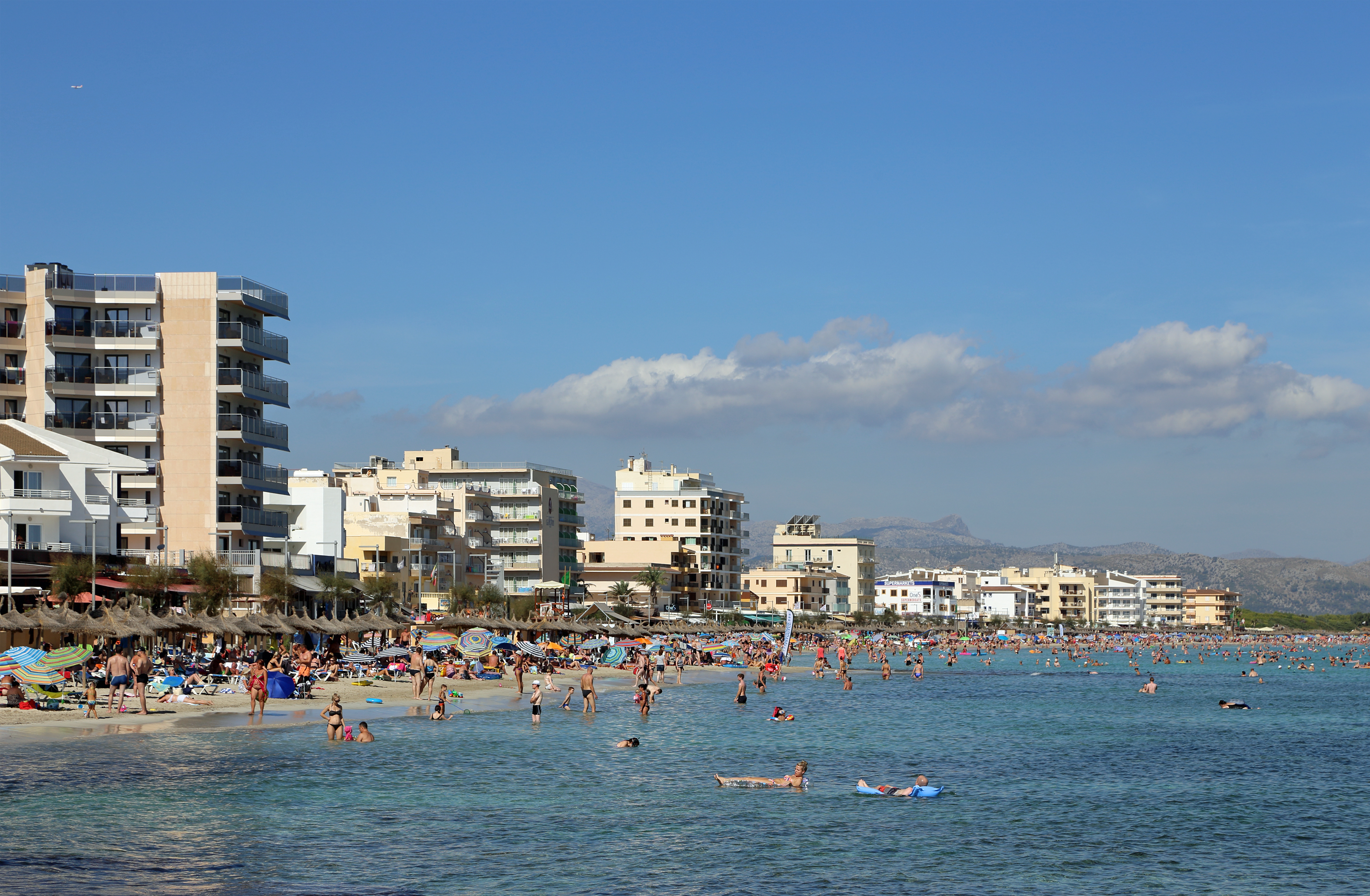
Vista de la localidad de Ca'n Picafort, en Santa Margarita

Santa Margarita (en catalán: Santa Margalida) es una localidad y municipio español situado en la parte septentrional de Mallorca, comunidad autónoma de las Islas Baleares. A orillas del mar Mediterráneo, este municipio limita con los de Muro, Llubí, María de la Salud, Ariañy, Petra y Artá.
El municipio margaritano es una de las dieciséis entidades que componen la comarca tradicional del Llano de Mallorca, y comprende los núcleos de población de Ca'n Picafort, Santa Margarita —capital municipal— y Son Serra de Marina.

## Símbolos
El blasón que viene usando el municipio tiene la siguiente descripción:

El contorno del escudo es el denominado español. Con respecto al blasón está constituido por el dragón, que se sitúa en la parte inferior del escudo, y por la cruz, ubicada en una posición central detrás del dragón. En cuanto a los esmaltes, el campo es de plata (blanco) y el blasón combina el sinople (verde, en la representación del dragón) y el gules (o rojo) de la cruz.

Desde la primera documentación, de 1679, el escudo ha experimentado diferentes modificaciones sin alterar la iconografía básica, que ha consistido siempre en un dragón —que representa al demonio— y la cruz que llevaba Santa Margarita y con la que rasgó el vientre del dragón que la había devorado para escapar.

## Historia
Durante la época musulmana de Mallorca, Santa Margarita formaba parte del distrito de Algebelí, el cual con la Reconquista cristiana fue dividido entre las parroquias de San Juan de Muro y de Santa Margarita de Muro, correspondientes a los actuales municipios de Muro y de Santa Margarita.
Hasta su segregación, en el siglo XIX, el territorio de Santa Margarita integraba el actual término de María de la Salud.
Los habitantes de Santa Margarita son conocidos como margaritanos o villeros, en este caso por la costumbre de referirse al pueblo como La Villa.

## Geografía

Extensión del municipio en la isla de Mallorca

El municipio limita al oeste con Muro; al suroeste con Llubí; al sur con María de la Salud y Ariañy; al sureste con Petra; al este con Artá, y al norte tiene salida al mar Mediterráneo.
| Noroeste: Muro  | Norte: mar Mediterráneo         | Nordeste: mar Mediterráneo |
| Oeste: Muro     |                                 | Este: Artá                 |
| Suroeste: Llubí | Sur: María de la Salud y Ariañy | Sureste: Petra             |

### Playas
Santa Margarita cuenta con siete playas, la mayoría de fina arena blanca y aguas cristalinas, que de oeste a este son: Santa Margarita (Santa Margalida), Son Bauló, Na Patana, Las Azucenas (s'Arenal d'es Casat, s'Arenal d'en Casat o ses Assussenes), Cala Serralot (o es Serralot), Son Real y Son Serra de Marina.

## Demografía
Santa Margarita cuenta con una población de 13 757 habitantes (INE 2024).
| Gráfica de evolución demográfica de Santa Margarita entre 1842 y 2021 |
| |
| Población de derecho según los censos de población del INE Población de hecho según los censos de población del INEEn estos censos se denominaba Santa Margarita: 1842, 1857, 1860, 1877, 1887, 1897, 1900, 1910, 1920, 1930, 1940, 1950, 1960, 1970, 1981 y 1991 |

| Unidad poblacional  | Hab.   |
| ------------------- | ------ |
| Ca'n Picafort       | 7770   |
| Santa Margarita     | 3624   |
| Son Serra de Marina | 613    |
| Diseminado          | 478    |
| Total               | 12 485 |

## Economía
En cuanto a producciones agrarias destaca por la producción cerealista, así como por la producción de frutos secos de cáscara como almendras y algarrobas, sus viñedos y olivares. En ganadería destaca la producción de ovino y caprino, y hay también algo de porcino y aviar. Existe gran afición a la cría caballar, principalmente para fines deportivos y recreativos.
La industria del municipio destaca sobre todo por su especialización en el sector turístico y de servicios, ubicándose principalmente en la localidad de Ca'n Picafort, núcleo que dispone del único polígono industrial del municipio.

## Administración y política
| Partido político                                                   | 2023             | 2023             | 2023             | 2019             | 2019             | 2019             | 2015    | 2015    | 2015       | 2011    | 2011    | 2011       | 2007  | 2007  | 2007       |
| Partido político                                                   | %                | Votos            | Concejales       | %                | Votos            | Concejales       | %       | Votos   | Concejales | %       | Votos   | Concejales | %     | Votos | Concejales |
| Partido Popular (PP)                                               | 41,57            | 2355             | 8                | 23,64            | 1328             | 4                | 23,49   | 1284    | 4          | 27,59   | 1475    | 5          | 25,05 | 1282  | 5          |
| Coalició Convergència                                              | 30,41            | 1723             | 5                | 31,69            | 1780             | 6                | –       | –       | –          | –       | –       | –          | –     | –     | –          |
| Partit Socialista de les Illes Balears (PSIB-PSOE)                 | 24,94            | 1413             | 4                | En Suma          | En Suma          | En Suma          | En Suma | En Suma | En Suma    | En Suma | En Suma | En Suma    | 24,99 | 1279  | 4          |
| Proposta per les Illes (PI)                                        | Con Convergència | Con Convergència | Con Convergència | Con Convergència | Con Convergència | Con Convergència | 27,91   | 1526    | 5          | –       | –       | –          | –     | –     | –          |
| Suma                                                               | –                | –                | –                | 29,62            | 1664             | 5                | 30,60   | 1673    | 5          | 32,37   | 1731    | 6          | –     | –     | –          |
| Can Picafort Unit (CPU)                                            | –                | –                | –                | 11,64            | 654              | 2                | 16,13   | 882     | 3          | 19,58   | 1047    | 3          | 22,22 | 1137  | 4          |
| Independents per Can Picafort, Santa Margalida i Son Serra (IxCMS) | –                | –                | –                | En Suma          | En Suma          | En Suma          | En Suma | En Suma | En Suma    | En Suma | En Suma | En Suma    | 10,47 | 536   | 2          |
| Convergència per les Illes (CxI)                                   | –                | –                | –                | –                | –                | –                | –       | –       | –          | 18,80   | 1005    | 3          | –     | –     | –          |
| Unió Mallorquina (UM)                                              | –                | –                | –                | –                | –                | –                | –       | –       | –          | –       | –       | –          | 11,35 | 581   | 2          |

## Comunicaciones

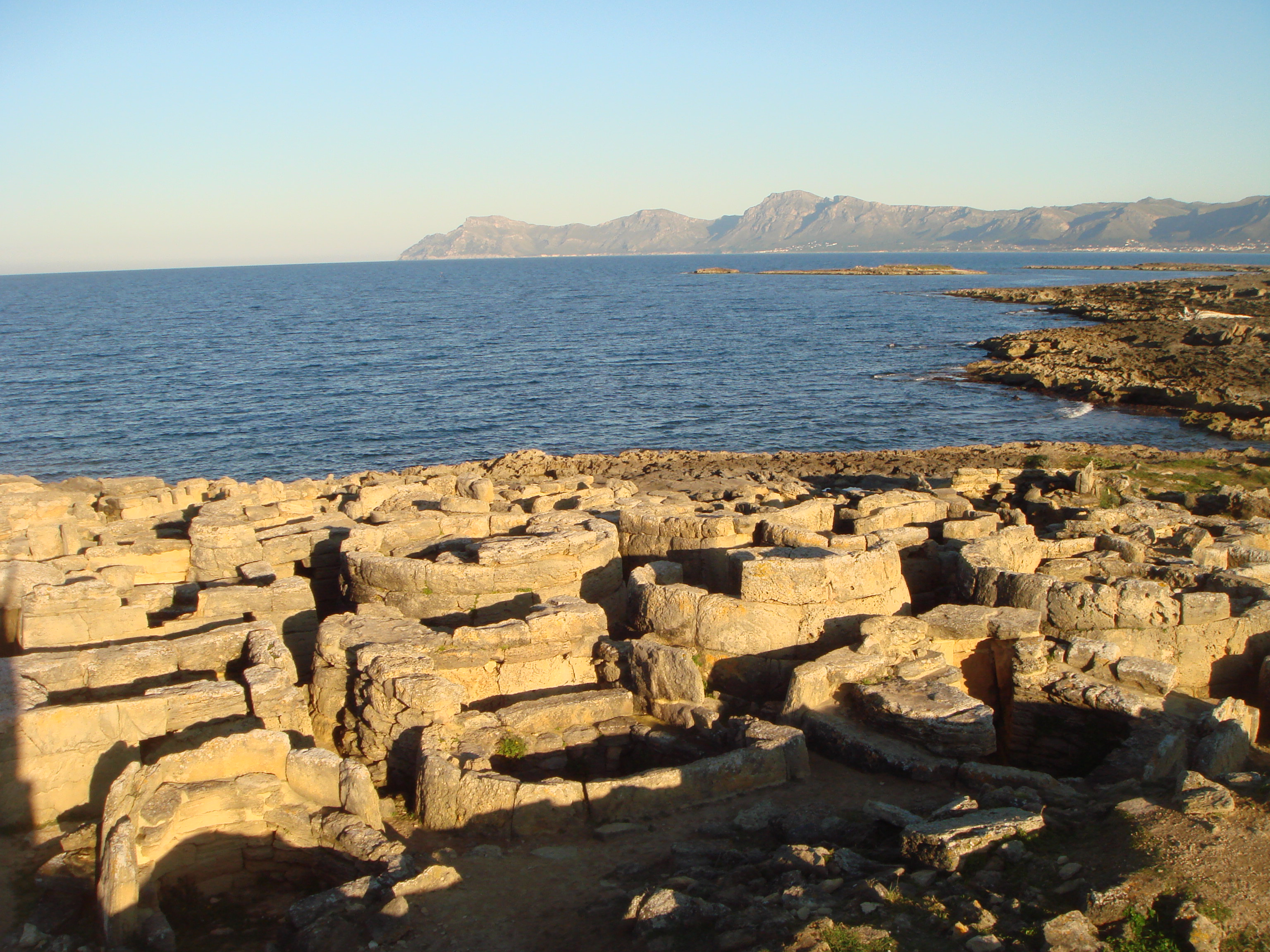
Necrópolis de Son Real, en la costa de la bahía de Alcudia

### Carreteras
Las principales vías del municipio son:
| Identificador | Denominación                             | Itinerario                            |
| ------------- | ---------------------------------------- | ------------------------------------- |
| Ma-12         | De Artá al Puerto de Alcudia             | Artá - Puerto de Alcudia              |
| Ma-3340       | De Petra a Santa Margarita               | Petra - Santa Margarita               |
| Ma-3410       | De Santa Margarita a Ca'n Picafort       | Santa Margarita - Ca'n Picafort       |
| Ma-3440       | De Inca a Santa Margarita                | Inca - Santa Margarita                |
| Ma-3330       | De Petra a Ma-12                         | Petra - Ma-12                         |
| Ma-3400       | De Santa Margarita a Son Serra de Marina | Santa Margarita - Son Serra de Marina |
| Ma-3402       | De Ma-3400 a Ma-3410                     | Ma-3400 - Ma-3410                     |
| Ma-3413       | De Ma-3410 a Ca'n Picafort               | Ma-3410 - Ca'n Picafort               |
| Ma-3430       | De La Puebla a Santa Margarita           | La Puebla - Santa Margarita           |
| Ma-3520       | De María de la Salud a Ma-3340           | María de la Salud - Ma-3340           |

Algunas distancias entre Santa Margarita y otras ciudades:
| Ciudades          | Distancia (km) |
| ----------------- | -------------- |
| Petra             | 10             |
| Inca              | 20             |
| Palma de Mallorca | 49             |

## Localidades hermanadas
- Vall de Ebo, España[9]
- Tárbena, España